# Janus (satèl·lit)

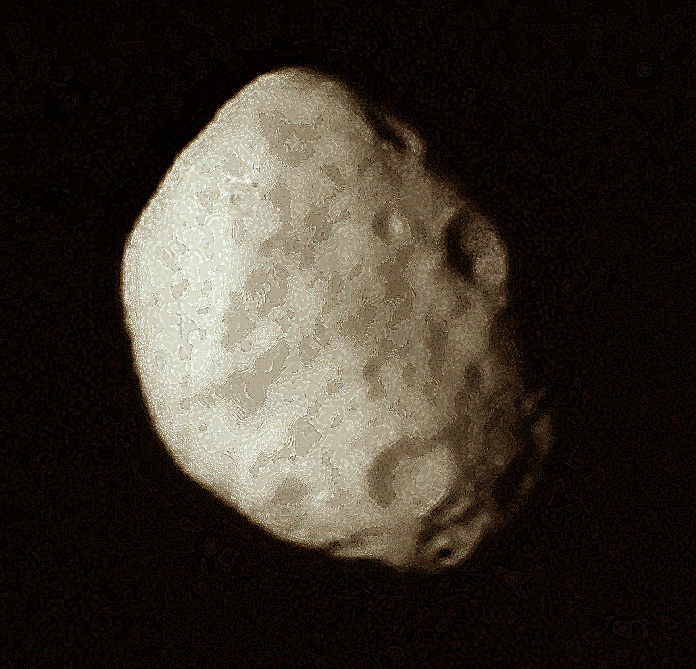
Imatge del satèl·lit Janus

Janus és un satèl·lit natural de Saturn, també conegut com a Saturn X; rep el seu nom del déu Janus.

## Descobriment i òrbita
Janus ocupa la mateixa òrbita que la lluna Epimeteu. Els astrònoms van assumir que hi havia només un cos en eixa òrbita, i com és evident és impossible reconciliar les observacions de dos objectes distints amb un sol objecte. Els satèl·lits de Saturn Janus i Epimeteu que disten en les seves òrbites menys que la suma dels seus diàmetres són satèl·lits coorbitals, açò és, satèl·lits que giren en la mateixa òrbita.
El descobriment de Janus s'atribuïx al seu primer observador, a l'astrònom francès Audouin Dollfus, que el 15 de desembre de 1966 des de l'observatori de Pic du Midi va observar-ne un dels dos, i fou difícil decidir quin d'aquests era (IAUC 1987). Al nou objecte, se li va donar la designació temporal S/1966 S 2.
Poc abans, Jean Texereau havia fotografiat Janus el 29 d'octubre 1966 (IAUC 1995).
El 18 de desembre, Richard L. Walker va fer una observació semblant que s'acredita ara com el descobriment d'Epimeteu (IAUC 1991).
Dotze anys després, a l'octubre 1978, Stephen M. Larson i John W. Fountain, de la Universitat d'Arizona, van comprendre que les observacions de 1966 s'expliquen millor si hi ha dos objectes distints (Janus i Epimeteu) compartint òrbites molt semblants. Vegeu l'article d'Epimeteus per a una descripció més detallada.
A Janus, també el va observar la sonda Pioneer 11 quan va passar prop de Saturn l'1 de setembre de 1979. Tom Gehrels i James A. Allen van observar la seva "ombra" en forma de partícules enèrgiques, el van anomenar S/1979 S 2 (IAUC 3417).
Janus va ser observat per Dan Pascu el 19 de febrer 1980 (S/1980 S 1, IAUC 3454), i per John W. Fountain, Stephen M. Larson, Harold J. Reitsema i Bradford A. Smith (S/1980 S 2 , IAUC 3456).
La sonda Voyager 1 va observar l'existència de Janus l'1 de març de 1980, i donà a Janus la denominació provisional 1980 S1, perquè en eix moment era a l'interior, i a Epimeteu la denominació provisional 1980 S3 perquè en eix moment era a l'exterior.
Encara que el nom Janus es va proposar informalment poc després del descobriment inicial de 1966, no es va donar est nom oficialment fins a 1983, alhora que Epimeteu rebia el seu nom.

## La relació orbital entre Epimeteu i Janus
Janus i Epimeteu són satèl·lits coorbitals, la distància de Janus a Saturn és de 151.472 km i la d'Epimeteu és de 151.422 km, una separació de només 50 km. El diàmetre d'Epimeteu és de 115 km i Janus mesura 178 km. En anar quasi en la mateixa òrbita, viatgen quasi a la mateixa velocitat, però el satèl·lit interior va lleugerament més ràpid que l'exterior, per la qual cosa l'avança lentament. Pareix inevitable que es produïsca un xoc entre ambdós, però quan s'acosten entre si la seva mútua atracció gravitatòria altera la seva quantitat de moviment; el satèl·lit interior guanya quantitat de moviment, es mou cap a una òrbita superior i perd velocitat. El satèl·lit exterior perd quantitat de moviment, es mou cap a una òrbita interior i perd velocitat. En poques paraules, els dos satèl·lits intercanvien les seves posicions, el satèl·lit interior es convertix en exterior i comença a ressagar-se. Est fet es repetix cada quatre anys.
El pròxim acostament ocorrerà al gener/febrer del 2006. Est intercanvi d'òrbites és, fins on es coneix, únic en tot el sistema solar.

## Les característiques físiques
Janus està profundament craterizat amb diversos cràters majors de 30 km i pocs trets lineals. La superfície de Janus pareix més vella que la de Prometeu, però més jove que la de Pandora. De la seva molt baixa densitat i relativament alta albedo, pareix probable que Janus siga un cos gelat molt porós.
1. ↑  URL de la referència: https://ssd.jpl.nasa.gov/?sat_phys_par. Data de consulta: 5 setembre 2020.